# لزنیو
لزنیو (به ایتالیایی: Lesegno) یک کومونه در ایتالیا است که در استان کونیو واقع شده‌است.

## خصوصیات
لزنیو ۱۴٫۴ کیلومترمربع مساحت و ۸۶۸ نفر جمعیت دارد و ۴۲۲ متر بالاتر از سطح دریا واقع شده‌است.